# GAMMASOM
Gammasom era la denominazione di una base addestrativa della Regia Marina italiana durante la seconda guerra mondiale a Gotenhafen, in Germania nei pressi di Danzica; il nome derivava dall'iniziale della città nella quale sorgeva la base stessa in greco ed il suffusso "som" ovviamente legato ai sommergibili, esattamente come era stato ricavato in precedenza il nome della base atlantica di Betasom. Nell'aprile del 1943 venne stipulato tra l'Italia e la Germania un accordo per la fornitura alla Regia Marina di 9 sommergibili Tipo VII-C che avrebbero composto la Classe S; In cambio l'Italia avrebbe ceduto 9 sommergibili tra quelli oceanici presenti alla base di Bordeaux per venire in seguito modificati dalla Kriegsmarine come battelli per trasporto di materie prime rare e materiali bellici da e verso il Giappone.
All'inizio di settembre del 1943 alcune unità erano quasi pronte in vista del trasferimento alla base operativa in territorio francese, ma l'armistizio  da parte italiana fece decadere l'accordo e i sommergibili vennero ripresi in consegna dalla Kriegsmarine il 19 settembre.
Nessuno dei battelli del lotto effettuò missioni di guerra per la Regia Marina.
Dei 600 tra ufficiali, sottufficiali e marinai presenti alla base, tutti tranne 60 optarono per la prosecuzione della lotta a fianco ai tedeschi e quelli che non lo fecero vennero internati in campi di concentramento in Germania.
Secondo diverse voci, membri del gruppo avrebbero affondato la corazzata sovietica Novorossiysk, ex nave Giulio Cesare della Regia Marina italiana; questa tesi viene accreditata anche da un ex incursore dei Gamma - Ugo D'Esposito - che in un'intervista del 25 luglio 2013 al quotidiano online 4ARTSArchiviato il 24 agosto 2013 in Internet Archive., afferma senza esitazioni che a mettere l'esplosivo sotto la chiglia della grande nave da guerra sia appunto stato un commando della Xa MAS. L'affermazione di D'Esposito potrebbe trovare attendibilità nel profilo del personaggio, uomo di punta del gruppo Gamma - reparto speciale della Xa MAS - e agente dei servizi segreti prima al servizio degli italiani e in seguito, dopo l'8 settembre del 1943, al servizio dei tedeschi, ma non vi sono comunque riscontri oggettivi, anzi un altro celebre incursore, Gino Birindelli, liquidò la vicenda come una fantasia.